# Papieska elekcja 1144
Papieska elekcja 8 marca 1144 – elekcja, która odbyła się w roku 1144 i zakończyła się wyborem Lucjusza II na następcę papieża Celestyna II.

## Kardynałowie-elektorzy
W marcu 1144 roku było prawdopodobnie 39 kardynałów, jednak co najmniej trzech z nich nie uczestniczyło w elekcji, zatem maksymalna liczba elektorów wynosi 36:
- Corrado Demetri (nominacja kardynalska 21 lutego 1114) – kardynał biskup Sabiny; prymas Świętego Kolegium Kardynałów
- Theodwin OSB (1133) – kardynał-biskup Santa Rufina
- Alberic de Beauvais OSBCluny (3 kwietnia 1138) – kardynał biskup Ostii
- Etienne de Chalons OCist (22 lutego 1141) – kardynał biskup Palestriny
- Imar OSBCluny (14 marca 1142) – kardynał biskup Tusculum
- Pietro (17 września 1143) – kardynał biskup Albano
- Gerardo Caccianemici CanReg (10 marca 1123) – kardynał prezbiter S. Croce in Gerusalemme; protoprezbiter Świętego Kolegium Kardynałów; kanclerz Świętego Kościoła Rzymskiego
- Gregorio Centu (2 marca 1140) – kardynał prezbiter S. Maria in Trastevere
- Guido Florentinus (2 marca 1140) – kardynał prezbiter S. Crisogono
- Rainier (23 grudnia 1139) – kardynał prezbiter S. Prisca
- Goizo Malastriva (23 grudnia 1139) – kardynał prezbiter S. Cecilia
- Piotr (21 września 1140) – kardynał prezbiter S. Pudenziana; archiprezbiter bazyliki watykańskiej
- Tomasz (2 marca 1140) – kardynał prezbiter S. Vitale
- Ubaldo de Lucca (17 grudnia 1138) – kardynał prezbiter S. Prassede
- Pietro Pisano (1113/październik 1143) – kardynał prezbiter S. Susanna
- Humbald (2 marca 1135) – kardynał prezbiter Ss. Giovanni e Paolo
- Gilbert (14 marca 1142) – kardynał prezbiter S. Marco
- Niccolò (14 marca 1142) – kardynał prezbiter S. Ciriaco alle Terme
- Manfred (18 grudnia 1143) – kardynał prezbiter S. Sabina
- Guido de Summa (20 grudnia 1141) – kardynał prezbiter S. Lorenzo in Damaso
- Rainier (18 grudnia 1143) – kardynał prezbiter S. Stefano al Monte Celio
- Ariberto (18 grudnia 1143) – kardynał prezbiter S. Anastasia
- Gregorio Tarquini (10 marca 1123) – kardynał diakon Ss. Sergio e Bacco; protodiakon Świętego Kolegium Kardynałów
- Odone Bonecase (5 marca 1132) – kardynał diakon S. Giorgio in Velabro
- Guido Pisano (5 marca 1132) – kardynał diakon Ss. Cosma e Damiano
- Gerard (18 grudnia 1137) – kardynał diakon S. Maria in Domnica
- Guido de Castro Ficeclo (23 września 1139) – kardynał diakon S. Apollinare
- Piotr (22 lutego 1141) – kardynał diakon S. Maria in Aquiro
- Piotr (20 września 1141) – kardynał diakon S. Maria in Portico
- Gregorio CanReg (22 lutego 1141) – kardynał diakon bez tytułu [?]; kanonik kapituły w Lukce
- Gregorio de Jacinto (18 grudnia 1143) – kardynał diakon S. Angelo in Pescheria
- Astaldo degli Astalli (18 grudnia 1143) – kardynał diakon S. Eustachio
- Giovanni Caccianemici CanReg (18 grudnia 1143) – kardynał diakon S. Maria Nuova
- Giovanni Paparoni (18 grudnia 1143) – kardynał diakon S. Adriano
- Ugo Novariensis (18 grudnia 1143) – kardynał diakon S. Lucia in Silice
- Rudolf (18 grudnia 1143) – kardynał diakon S. Lucia in Septisolio

Aż 23 elektorów mianował Innocenty II. Dziewięciu zawdzięczało swą godność Celestynowi II, dwóch Kalikstowi II i jeden Paschalisowi II. Kardynał Pietro Pisano został pierwotnie mianowany przez Paschalisa II, jednak w 1139 roku został pozbawiony godności kardynalskiej jako były stronnik antypapieża Anakleta II; ponownie mianował go Celestyn II.

### Nieobecni
Trzech kardynałów, wszyscy z nominacji Innocentego II. Dwóch z nich przebywało na zagranicznych misjach legackich, a jeden był opatem na Monte Cassino:
- Rainaldo di Collemezzo OSB (1141) – kardynał prezbiter Ss. Marcellino e Pietro; opat Monte Cassino
- Adenulf OSBCluny (1131) – kardynał diakon S. Maria in Cosmedin; opat Farfa; legat papieski w Niemczech
- Ottaviano de Monticello (26 lutego 1138) – kardynał diakon S. Nicola in Carcere; legat papieski w królestwie Sycylii

## Wybór Lucjusza II
Celestyn II zmarł 8 marca 1144 roku po zaledwie pięciu miesiącach i dwunastu dniach pontyfikatu. Prawdopodobnie jeszcze tego samego dnia jednogłośny wybór kardynałów padł na kardynała Gerardo Caccianemici, prezbitera S. Croce in Gerusalemme i kanclerza Stolicy Apostolskiej. Elekt przybrał imię Lucjusz II. 12 marca 1144 został konsekrowany na biskupa i uroczyście koronowany w bazylice watykańskiej.